# Christian Latorre
Christian Latorre, vollständiger Name Christian Marcelo Latorre Long, (* 17. April 1987 in Montevideo) ist ein uruguayischer Fußballspieler.

## Karriere
Der 1,85 Meter große Mittelfeldakteur Latorre gehörte zu Beginn seiner Karriere in der Apertura 2006 und der Clausura 2008 dem Kader des seinerzeitigen Zweitligisten Sud América an. In den Saisons 2008/09 und 2009/10 spielte er für den in Las Piedras beheimateten Klub Juventud zunächst in der Primera División und nach dem Abstieg in der Segunda División. Anschließend wechselte er auf Leihbasis zum Erstligisten El Tanque Sisley. Während er bei insoweit widersprüchlicher Quellenlage bereits in der Apertura 2010 als Spieler des Vereins geführt wird, datieren andere Quellen den Transfer auf den Jahreswechsel von 2010 auf 2011. In den Spielzeiten 2010/11 und 2011/12 lief er dort in neun bzw. sieben Erstligapartien auf. Ein Tor schoss er nicht. Seit der Saison 2012/13 steht er wieder in Reihen Juventuds. In den Spielzeiten 2012/13 und 2013/14 bestritt er 18 (ein Tor) bzw. 22 (kein Tor) Begegnungen der Primera División. In der Spielzeit 2014/15 wurde er 20-mal (zwei Tore) in der höchsten uruguayischen Spielklasse eingesetzt. Anfang Juli 2015 wechselte er nach Zypern zu Ermis Aradippou. Dort lief er 29-mal (ein Tor) in der First Division und zweimal (kein Tor) im nationalen Pokal auf. Anfang Juli 2016 kehrte er nach Uruguay zurück und schloss sich dem Erstligisten Liverpool Montevideo an und bestritt saisonübergreifend bislang (Stand: 19. Februar 2017) zwölf Erstligaspiele (ein Tor).